# NGC 620
NGC 620 (również PGC 5990 lub UGC 1150) – zwarta galaktyka (C pec), znajdująca się w gwiazdozbiorze Andromedy. Odkrył ją Édouard Jean-Marie Stephan 14 grudnia 1871 roku.